# Воссебелт
Воссебелт (нід. Vossebelt) — селище в нідерландській провінції Дренте. Входить до муніципалітету Куворден.